# Diocesi di Ilio
La diocesi di Ilio (in latino Dioecesis Iliensis) è una sede soppressa del patriarcato di Costantinopoli e sede titolare della Chiesa cattolica.

## Storia
Ilio, identificabile con Hisarlik nell'odierna Turchia, è un'antica sede episcopale della provincia romana dell'Ellesponto nella diocesi civile di Asia. Faceva parte del patriarcato di Costantinopoli ed era suffraganea dell'arcidiocesi di Cizico.
La diocesi è documentata nelle Notitiae Episcopatuum del patriarcato di Costantinopoli fino al XII secolo.
Sono sette i vescovi noti di questa diocesi nel primo millennio cristiano. Orione prese parte al primo concilio ecumenico celebrato a Nicea nel 325. Leucade fece parte del gruppo di vescovi ariani che abbandonarono il concilio di Sardica e a Filippopoli tennero nel 343 un loro concilio alternativo.
In una lettera scritta nel 362, l'imperatore Giuliano descrisse il viaggio che compì a Ilio nel 354, accompagnato dal vescovo locale Pegasio, cultore, come lui, delle antiche divinità romane; la conversione di Pegasio al paganesimo sembra confermata anche dalla Passione di Basilio di Ancira, la cui veridicità è tuttavia messa in discussione; secondo la Cronaca pasquale, questo vescovo potrebbe essere identificato con il Pegasio, indicato senza la sede di appartenenza, che prese parte nel 360 ad un sinodo di sostenitori antiniceni che depose l'arcivescovo Macedonio di Costantinopoli.
Teosebio fu tra i padri del concilio di Calcedonia nel 451 e sottoscrisse nel 458 la lettera dei vescovi dell'Ellesponto all'imperatore Leone in seguito all'uccisione di Proterio di Alessandria. Giovanni partecipò al secondo concilio di Costantinopoli nel 553 e sostituì contestualmente il suo metropolita Euprepio di Cizico, assente all'assise ecumenica. Niceta assistette al secondo concilio di Nicea nel 787. Giorgio infine partecipò al concilio dell'869 che condannò il patriarca Fozio di Costantinopoli.
Dal XX secolo Ilio è annoverata tra sedi vescovili titolari della Chiesa cattolica; la sede è vacante dal 7 febbraio 1968.

## Cronotassi

### Vescovi greci
- Orione † (menzionato nel 325)
- Leucade † (menzionato nel 343)
- Pegasio † (prima del 354 - dopo il 360 ?)
- Teosebio † (prima del 451 - dopo il 458)
- Giovanni † (menzionato nel 553)
- Niceta † (menzionato nel 787)
- Giorgio † (menzionato nell'869)

### Vescovi titolari
- Michel-Joseph Bourguignon d'Herbigny, S.I. † (11 febbraio 1926 - luglio 1937 dimesso)
- James Maguire † (5 ottobre 1939 - 10 ottobre 1944 deceduto)
- Eugene Joseph McGuinness † (11 novembre 1944 - 1º febbraio 1948 succeduto vescovo di Oklahoma City-Tulsa)
- Leo John Steck † (13 marzo 1948 - 19 giugno 1950 deceduto)
- Francesco Maria Franco † (10 luglio 1950 - 7 febbraio 1968 deceduto)